# Insurrección vienesa de octubre de 1848
La insurrección vienesa de octubre de 1848, llamada también Revolución de Octubre vienesa, fue el último episodio de la revolución austriaca de 1848-49.
Cuando el 6 de octubre de 1848 las tropas del Imperio austríaco debían dirigirse de Viena contra los rebeldes húngaros. Obreros, estudiantes y soldados amotinados que simpatizaban con los rebeldes trataron de impedirlo. Esto motivó que un regimiento de granaderos se amotinara en el suburbio vienés de Gumpendorf. La Legión Académica y destacamentos de la Guardia nacional se unieron a los sublevados. Tropas regulares al mando del general Hugo von Bredy intentaron reparar los arcos dañados del Puente de Tabor, que habían servido para levantar barricadas por los sublevados, pero no lo consiguieron por hallarse en inferioridad numérica. El general perdió la vida en las luchas callejeras, que se propagaron por el centro de la ciudad. Incluso hubo muertos en la Catedral de San Esteban, el ministerio de guerra fue asaltado y el ministro Theodor Baillet de Latour linchado por la muchedumbre.
Cuando los sublevados se hicieron dueños del arsenal, las tropas imperiales abandonaron la ciudad, dejándola en manos de los revolucionarios. La corte de Fernando I huyó el 7 de octubre en tren a Olmütz/Olomouc y el Reichstag se trasladó el 22 de octubre a Kromeriz (actualmente República checa).
Tropas austriacas y croatas a las órdenes de los generales Alfred zu Windisch-Graetz y Josip Jelacic empezaron a bombardear Viena el 26 de octubre. Los defensores estaban al mando del general polaco Józef Bem. Un ejército húngaro de 25 000 hombres, que se había decidido -tras muchas vacilaciones- a acudir en socorro de los sublevados en Viena, sufrió una aplastante derrota el 30 de octubre en Schwechat, y las tropas imperiales se adueñaron del centro urbano el 31 de octubre. Poco después fueron ejecutados los cabecillas, entre ellos Robert Blum, diputado del Parlamento de Fráncfort. En total murieron unas 2000 personas.
Se perdieron casi todos los frutos de la Revolución alemana de 1848-1849 y Austria entró en una fase de neoabsolutismo, solo se consiguió la liberación del campesinado y una democratización de la administración municipal.

## Cronograma de las revoluciones de 1848
- Datos: Q19021